# Cornelius Heyns
Cornelius Heyns, mort en 1485, est un compositeur.

## Biographie
Il est chanteur à Saint-Donatien à Bruges à partir du 25 octobre 1447. Il est nommé succentor de cappellanus, avec Johannes Boubert, de 1452 à 1454 ; il sert à nouveau comme succentor de 1462 à 1465.